# Alfred Huggenberger

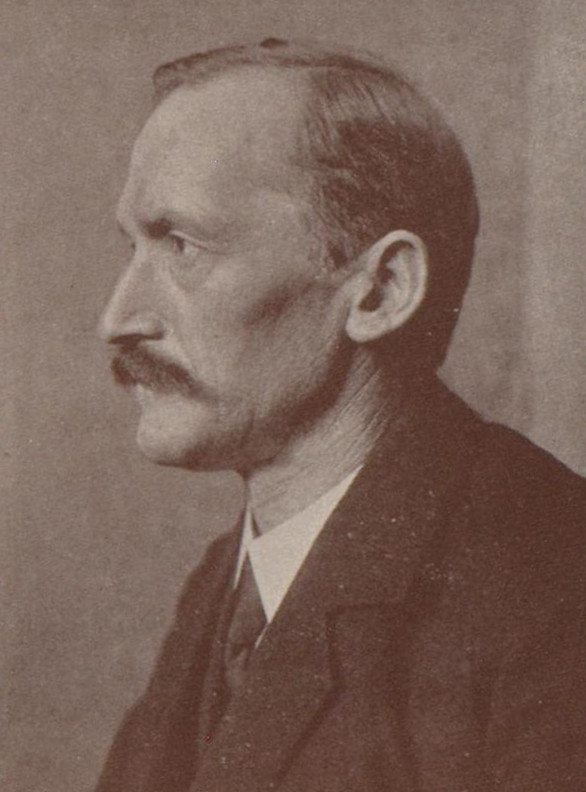
Alfred Huggenberger

Alfred Huggenberger (* 26. Dezember 1867 in Bewangen bei Bertschikon; † 14. Februar 1960 in Diessenhofen), Pseudonym Dr. Hans Meyerlein, war ein Schweizer Schriftsteller. Mit seinen zahlreichen Schwänken, Erzählungen und Gedichten sowohl in der deutschen Standardsprache wie auch in seinem Ostschweizer Dialekt wurde er über die Schweiz hinaus bekannt.

## Leben
Alfred Huggenberger wurde als Sohn eines Bauern im Kanton Zürich nahe der Grenze zum Kanton Thurgau geboren. Mit 29 Jahren übernahm er den elterlichen Hof, der jedoch 1904 durch Brandstiftung abbrannte. Zusammen mit seiner Frau Bertha und der gemeinsamen Tochter zog Huggenberger 1908 ins benachbarte thurgauische Gerlikon, wo er einen kleineren Hof übernahm, der ihm mehr Zeit für seine literarische Arbeit liess.
Schon früh begann Alfred Huggenberger mit seiner schriftstellerischen Tätigkeit. Seinen literarischen Durchbruch über die Schweizer Grenze hinaus schaffte er 1907 mit dem Buch Hinterm Pflug, unterstützt von namhaften Autoren wie Hermann Hesse, Josef Hofmiller oder Ludwig Thoma. In der Zeit des Nationalsozialismus wurde er von den Nazis für die Propagierung der Blut-und-Boden-Literatur vereinnahmt. Sein Gesamtwerk umfasst über 100 Prosa- und Lyrikbände – teils auf Hochdeutsch, teils auf Schweizerdeutsch –, dazu zahlreiche Theaterstücke. Er zählte zu Lebenszeiten mit Heinrich Federer, Jakob Christoph Heer und Ernst Zahn zu den bekanntesten Schweizer Heimatschriftstellern. Sein Nachlass wird im Staatsarchiv Thurgau aufbewahrt und erschlossen.
Bis ins hohe Alter arbeitete Huggenberger in der Landwirtschaft; er starb mit 92 Jahren im ehemaligen Kloster St. Katharinental und wurde auf dem Friedhof in Gachnang bestattet.

## Bedeutung und Nachwirkung
In Gerlikon, Frauenfeld, Weinfelden und Räterschen sind Strassen nach ihm benannt.
Die im Auftrag der Thurgauer Regierung von einer Autorengruppe unter der Leitung der Germanistin Rea Brändle und des Historikers Mario König erarbeitete, wissenschaftlich fundierte Werkbiographie arbeitete Huggenbergers «deutschenfreundliche Haltung»  kritisch auf. In ihrer Arbeit stellen sie einerseits fest, dass er innenpolitisch konservativ geprägt war und es in seinem Werk durchaus thematische Berührungspunkte mit dem völkischen Denken des Nationalsozialismus gab. Allerdings schliessen sie, dass seine Haltung wohl eher aus Opportunismus entstand (seine Bücher hatten grossen Erfolg in Deutschland) als aus einer ideologischen Unterstützung des Nationalsozialismus, und beschreiben kritisch, wie Huggenberger weiterhin Reisen nach Deutschland unternahm (1942), als in der Schweiz die Ausmasse des totalitären nationalsozialistischen Terrors bekannt waren und andere Schriftsteller solche Reisen nicht mehr unternahmen. Erschwerend stellen die Autoren fest, dass sich Huggenberger auch später nie zu einer Entschuldigung durchringen konnte.

## Auszeichnungen
- 1908: Preis der Schweizerischen Schillerstiftung
- 1937: Johann-Peter-Hebel-Preis
- 1942: Erwin-von-Steinbach-Preis der Albert-Ludwigs-Universität Freiburg

## Werke (Auswahl)
- Reiterpoesie, 1890.
- Lieder und Balladen, 1896.
- Hinterm Pflug. Verse eines Bauern, 1907.
- Die Bauern von Steig. Roman, 1913.
- Dorfgenossen. Neue Erzählungen, 1914.
- Dem Pfläger Bollme si bös Wuche. Theaterstück, uraufgeführt 1914 vom Dramatischen Verein Zürich.[4]
- Die Geschichte des Heinrich Lentz. Roman, 1916.
- Aus Meinem Sommergarten, 1917.
- Bauernland. Erzählungen, 1919.
- Der Hochzeitsschmaus, 1921.
- Die Frauen von Siebenacker. Roman, 1925.
- Die Schicksalswiese. Roman, 1937.
- Der Ruf der Heimat, 1948.
- Das freundliche Jahr. Erzählungen, 1954.
- Alfred Huggenberger erzählt sein Leben. Hrsg. von Dino Larese. Huber, Frauenfeld 1958.

postume Ausgaben
- Gedenkausgabe zum 100. Geburtstag. Hrsg. von Hans Brauchli. 4 Bände, Mühlemann, Weinfelden 1967.
- Dorf und Acker. Gedichte und Erzählungen. Theaterverlag Elgg, Belp 1992, ISBN 3-909120-10-5.
- Gedichte – Erzählungen – Schwänke. Eine Auslese aus seinem Werk zum 50. Todestag. Hrsg. von der Alfred-Huggenberger-Gesellschaft. Theaterverlag Elgg, Belp 2010, ISBN 978-3-909120-19-2 (Digitalisat (PDF-Datei, 1,9 MB.)).

Manche seiner Gedichte wurden auch vertont.